# Großblütiges Steintäschel
Das Großblütige Steintäschel (Aethionema grandiflorum) ist eine Pflanzenart aus der Gattung Steintäschel (Aethionema) innerhalb der Familie der Kreuzblütengewächse (Brassicaceae). Das natürliche Verbreitungsgebiet liegt in Vorderasien. Es wird als Zierpflanze verwendet.

## Beschreibung

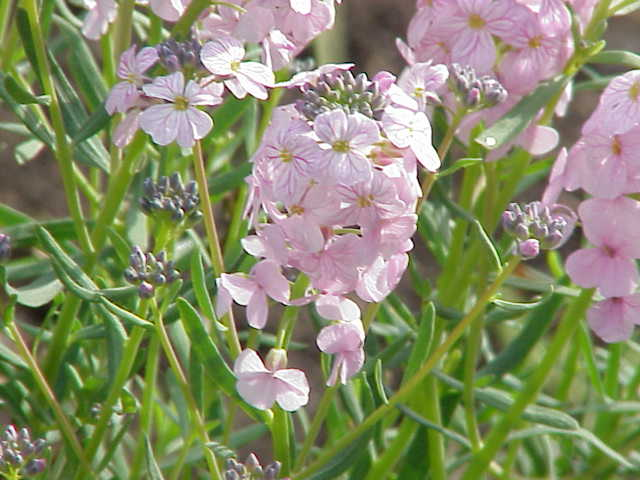
Blütenstand

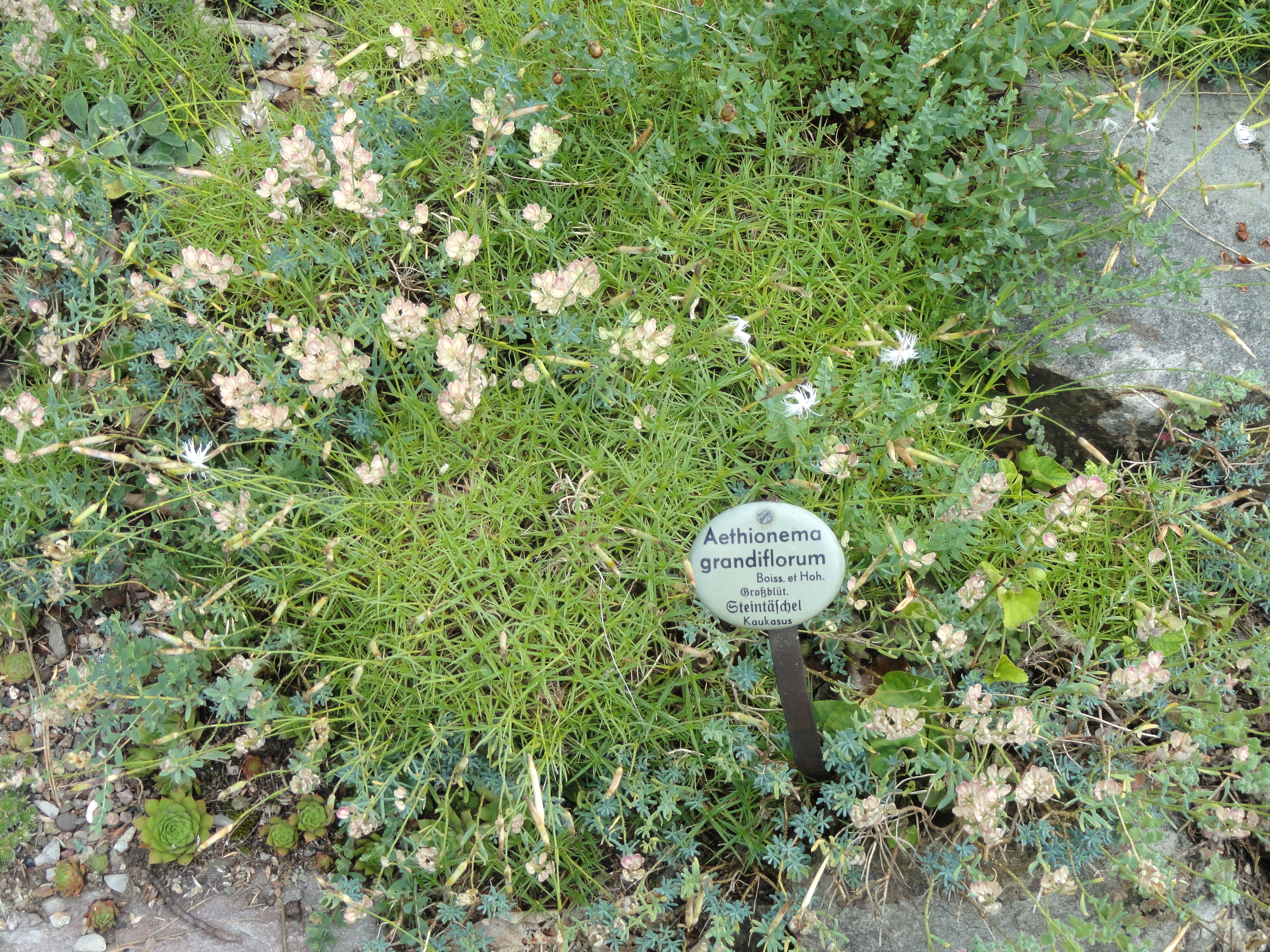
Habitus und Früchte

### Vegetative Merkmale
Das Großblütige Steintäschel ist ein Halbstrauch, der Wuchshöhen von bis zu 35 Zentimetern erreicht. Es sind viele relativ dünne, mehr oder weniger unterteilte und nur an der Basis verzweigte Äste vorhanden. Die Laubblätter sind über die ganze Länge der Zweige verteilt. Die Blattspreite ist bei einer Länge von 2 bis 3 Zentimetern lanzettlich und stark blau bereift.

### Generative Merkmale
Die Blütezeit reicht von Juni und Juli. Die Blüten stehen in tragblattlosen, anfangs dichten doldentraubigen Blütenständen zusammen; die Blütenstandsachsen strecken sich bis zur Fruchtreife und der stark verlängerte Fruchtstand ist dann traubig.
Die relativ großen, zwittrigen Blüten sind vierzählig. Die vier hell-lilarosafarbenen Kronblätter sind drei- bis viermal länger als die Kelchblätter.
Die zweisamigen Schötchen sind bei einem Durchmesser von etwa 1 Zentimeter kreisrund und breit geflügelt. 
Die Chromosomenzahl beträgt 2n = 24 oder 28.

## Verbreitung und Standortansprüche
Das natürliche Verbreitungsgebiet liegt in der Türkei, im nördlichen Irak, im Iran und im Kaukasusraum. Das Großblütige Steintäschel wächst in Steppen und Trockenwäldern auf trockenen bis frischen, schwach sauren bis stark alkalischen, sandigen, sandig-kiesigen oder sandig-lehmigen, nährstoffreichen Böden an sonnigen bis lichtschattigen Standorten. Das Großblütige Steintäschel ist wärmeliebend, meist frosthart jedoch nässeempfindlich. Sie wird der Winterhärtezone 6b zugeordnet mit mittleren jährlichen Minimaltemperaturen von −20,5 bis −17,8 °C (−5 bis 0 °F).

## Taxonomie
Die Erstbeschreibung von Aethionema grandiflorum erfolgte 1849 durch Pierre Edmond Boissier und Rudolph Friedrich Hohenacker in Diagnoses Plantarum Orientalium Novarum, Series 1, 8, S. 42. Der Gattungsname Aethionema leitet sich vom griechischen Wörtern aethes für „ungewöhnlich“ und nema für „Faden“ ab. Er bezieht sich dabei auf die ungewöhnliche Anordnung der zusätzlich auf der Innenseite geflügelten Staubblätter. Das Artepitheton grandiflorum stammt aus dem Lateinischen und bedeutet „großblütig“.
Synonyme für Aethionema grandiflorum Boiss. & Hohen. sind: Aethionema cordifolium Boiss., Aethionema pallidiflorum Hausskn. & Bornm. und Aethionema pulchellum Boiss. & A.Huet.

## Verwendung
Das Großblütige Steintäschel wird aufgrund der dekorativen und duftenden Blüten als Zierpflanze verwendet.

## Nachweise